# Jonathan Brossard
Pour les articles homonymes, voir Brossard.
Jonathan Brossard est un ingénieur, chercheur en cybersécurité français, et professeur d'informatique au Conservatoire national des arts et métiers,.
Ayant fait la première démonstration d'une porte dérobée matérielle, il est reconnu comme étant un pionnier de la cybersécurité. La MIT Technology Review qualifie celle-ci d'« indétectable et incurable » car non décelable par un antivirus. Il publie plusieurs recherches notables lors de conférences telles que la DEF CON et la Black Hat aux États-Unis, en tant que directeur de la sécurité de Salesforce.

## Recherches en cybersécurité

### Sécurité de Bitlocker
En 2008, Jonathan Brossard présente la première vulnérabilité connue affectant le logiciel de chiffrement de disque dur Bitlocker de Microsoft à la conférence DEF CON. Cette attaque générique a également affecté d'autres logiciels de chiffrement de disque dur tels que Truecrypt ou encore le firmware du BIOS d'Intel,.

### Porte dérobée matérielle
En 2012, Jonathan Brossard présente, sous forme de preuve de concept, un malware ciblant les firmwares du BIOS et des périphériques PCI, nommé Rakshasa. Il s'agit de la premiere démonstration d'une porte dérobée matérielle, présentée aux conférences DEF CON et Black Hat à Las Végas,,. L'attaque consistait en l'inclusion un Bootkit directement dans le firmware, soit d'un BIOS, soit d'une carte réseau.

### Microsoft Edge, Chrome et Windows 10
En 2015, avec l'équipe de sécurité de Salesforce, il présente à la Blackhat les premières attaques connues contre le navigateur Edge de Microsoft, ainsi que contre le système d’exploitation Windows 10. L'attaque à distance permettait le vol d'identifiants via Internet de manière silencieuse, indécelable pour la victime. D'autres chercheurs ont découvert que le navigateur Google Chrome était également sujet à cette vulnérabilité, via le protocole Server Message Block,.

### Ingénierie inverse
Jonathan Brossard est l'auteur de la Witchcraft Compiler Collection (WCC), une suite d'outils d'ingénierie inverse présentée lors de conférences majeures en cybersécurité, notamment DEF CON, Black Hat et USENIX. Ce logiciel permettant de transformer un exécutable ELF en bibliothèque partagée est disponible sur des distributions Linux telles que Debian, Ubuntu ou la distribution Kali Linux. 

### Autres recherches notables
Jonathan Brossard travaille comme expert référent pour des médias majeurs, par exemple dans le cadre du programme XKeyscore, révélé par Edward Snowden, lors de l'analyse de programmes de surveillance de masse, lorsque la NSA a été accusée d'avoir piraté les e-mails du Président français Nicolas Sarkozy, ou encore afin d'avertir l'industrie de la possibilité avérée du piratage de voitures connectées dès 2012,.

## Culture du hacking

### Jeu vidéo Watch Dogs I
En 2014, Jonathan Brossard est le principal consultant en cybersécurité du jeu vidéo Watch Dogs d'Ubisoft. Il présente le jeu à la presse internationale à Chicago, avec une couverture mondiale incluant l'Australie, l'Allemagne, la France, ou encore l'Espagne.

### Jeu vidéo Watch Dogs II
En 2016, Jonathan Brossard a également été le consultant principal du second volet de la franchise Watch Dogs 2 et l'a présenté à la presse internationale,.

### Faux article concernant Nmap publié dans le magazine Hakin9
En 2012, Jonathan Brossard, ainsi que d'autres chercheurs de premier plan ont soumis un faux article grotesque, ostensiblement généré de manière automatique par un logiciel, concernant le scanneur de ports Nmap, au magazine de sécurité Hakin9, afin de protester contre le spam récurrent des chercheurs en cybersécurité par ce magazine. La réponse de Hakin9, qui a réagi en menaçant juridiquement l'auteur de Nmap, Gordon Lyon, est jugée si pathétique par la communauté de la cybersécurité, qu'elle a valu au magazine la remise du prix de l'échec de l'année aux Pwnie Awards en 2013.

### Organisateur de conférences
Jonathan Brossard est le cofondateur des conférences internationales Hackito Ergo Sum, et NoSuchCon,,. Il participe également aux comités de sélection des conférences Shakacon (Honolulu, États-Unis) et Nullcon (Goa, Inde).